# Хуан Франсіско Ломбардо
Хуан Франсіско Ломбардо (ісп. Juan Francisco Lombardo, 11 червня 1925, Мендоса — 24 травня 2012, Буенос-Айрес) — аргентинський футболіст, який грав на позиції захисника. Більшу частину футбольної кар'єри провів у «Бока Хуніорс», зіграв 37 матчів у футболці національної збірної Аргентини.

## Клубна кар'єра

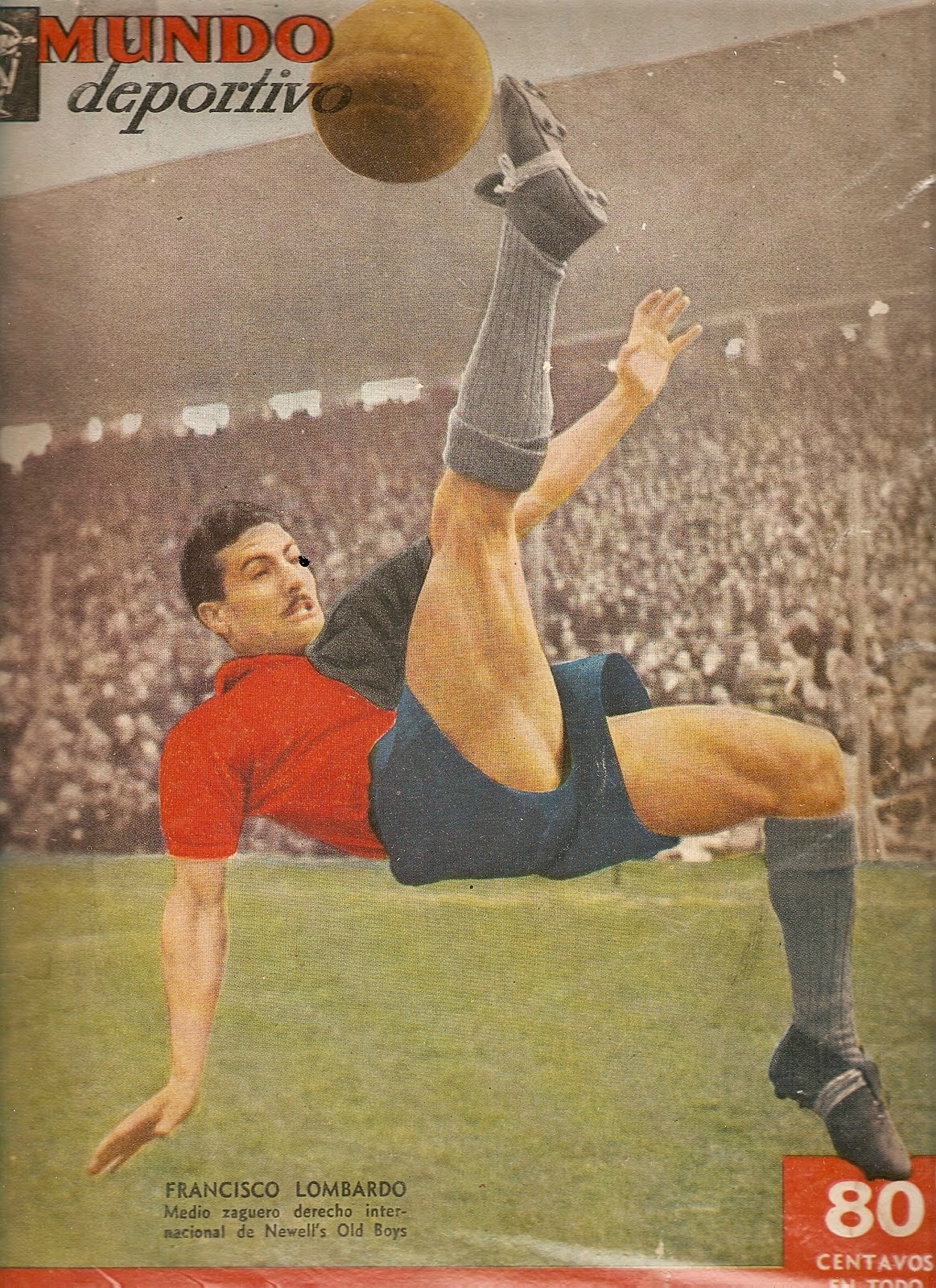
Хуан Франсіско Ломбардо у футболці «Ньюеллс Олд Бойз»

Футбольну кар'єру розпочав 1947 року в «Ньюеллс Олд Бойз» з Росаріо, третьому за величиною місті Аргентини. У команді провів п'ять сезонів, після чого в 1952 році перебрався до «Бока Хуніорс» з Буенос-Айреса. У команді з робітничого кварталу Ла Бока виступав разом з Хуліо Мусімессі (за рік до цього перебрався з «Ньюеллс Олд Бойз»), а також з Елісео Моуріньйо та Антоніо Раттіном. Свій перший та єдиний чемпіонський титул з «Бока Хуніорс» завоював у сезоні 1954 року, в якому колектив з Ла Боки випередив на 4 очки в турнірній таблиці Прімера Дивізіону Індепендьєнте з Авельянеди. Загалом у футболці «Боки» зіграв 196 матчів, а єдиним голом у футболці клубу відзначився 1952 року в нічийному (2:2) поєдинку проти «Платенсе» У 1960 році залишив розташування «Бока Хуніорс» та перебрався до стану найпринциповішого суперника клубу, «Рівер Плейт». У команді грав рідко, загалом провів 9 поєдинків в аргентинському чемпіонаті. Професіональну футбольну кар'єру завершив у віці 35 років. Потім перебрався до «Індепендьєнте Рівадія» з чемпіонату Мендоси, де виступав до 1964 року.

## Кар'єра в збірній

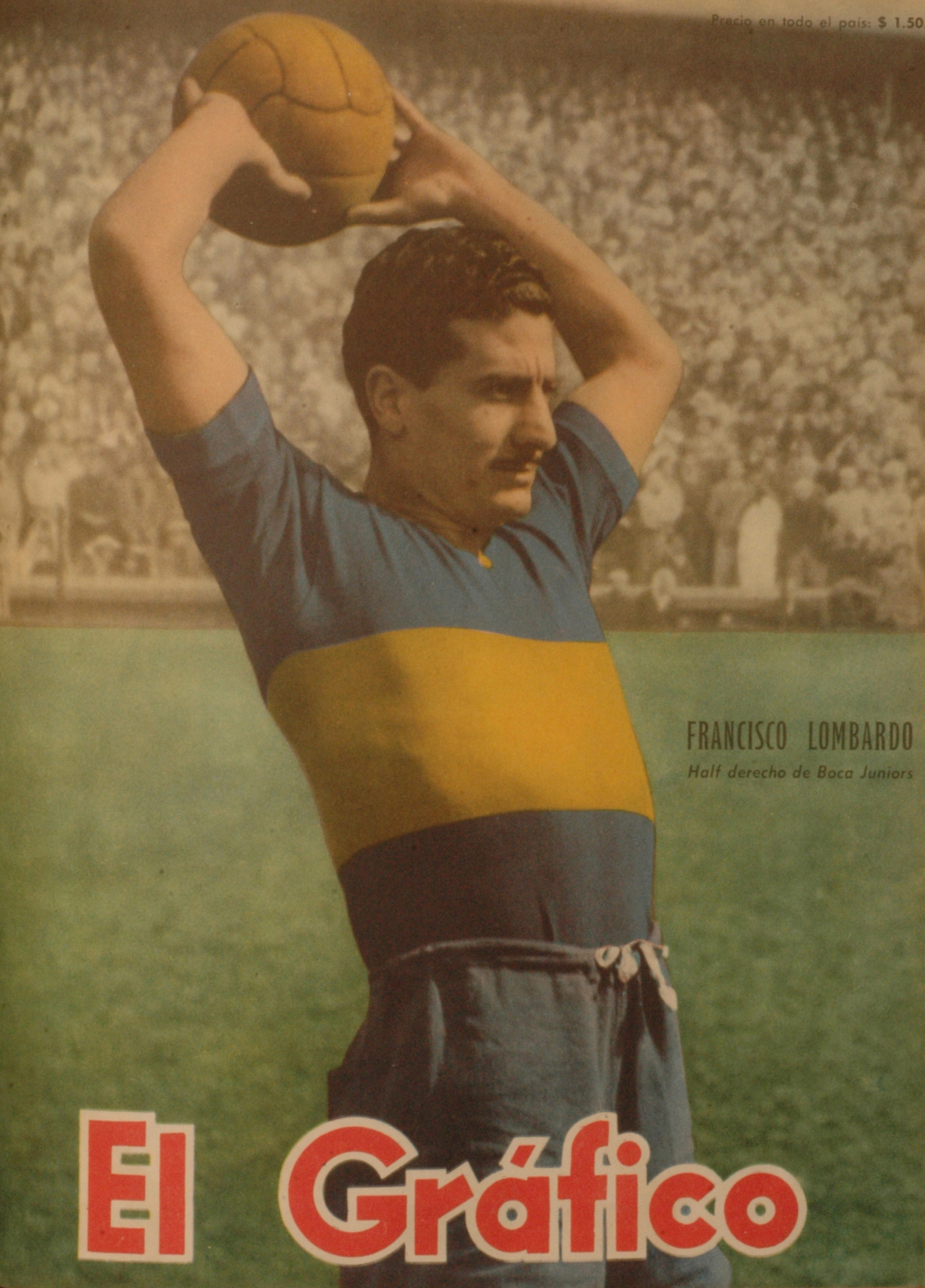
Хуан Франсіско Ломбардо на обкладинці журналу Ель Графіко від 24 жовтня 1952 року, під час виступів за «Боку Хуніорс»

Головний тренер аргентинської збірної Гільєрмо Стабіле викликав Ломбардо для участі на чемпіонаті світу 1958 року у Швеції. Зіграв у всих трьох матчах групового етапу (проти ФРН, Північної Ірландії та Чехословаччини), проте аргентинці посіле останнє місце в групі та вибули з турніру. Також грав на чемпіонатах Південної Америки. У 1955 та 1959 роках допоміг Аргентині виграти турнір, а в 1956 році — завоювати бронзові нагороди змагання (Аргентина поступилася Уругваю та Чилі). Кар'єру в збірній завершив 1957 року. З 1952 по 1959 рік зіграв 37 матчів у футболці національної команди.

## Статистика виступів

### Клубна
| «Ньюеллс Олд Бойз» |                   |                   |     |   |   |   |   |     |     |   |
| 1.ª | 1947              | 5                 | 0   | - | - | - | - | 5   | 0   |   |
| 1.ª | 1948              | 19                | 0   | 1 | 0 | - | - | 20  | 0   |   |
| 1.ª | 1949              | 29                | 1   | - | - | - | - | 29  | 1   |   |
| 1.ª | 1950              | 26                | 0   | - | - | - | - | 26  | 0   |   |
| 1.ª | 1951              | 27                | 0   | - | - | - | - | 27  | 0   |   |
| Усього за клуб | Усього за клуб    | 106               | 1   | 1 | 0 | 0 | 0 | 107 | 1   |   |
| «Бока Хуніорс» |                   |                   |     |   |   |   |   |     |     |   |
| 1.ª | 1952              | 30                | 1   | - | - | - | - | 30  | 1   |   |
| 1.ª | 1953              | 30                | 0   | - | - | - | - | 30  | 0   |   |
| 1.ª | 1954              | 30                | 0   | - | - | - | - | 30  | 0   |   |
| 1.ª | 1955              | 28                | 0   | - | - | - | - | 28  | 0   |   |
| 1.ª | 1956              | 25                | 0   | - | - | 1 | 0 | 26  | 0   |   |
| 1.ª | 1957              | 17                | 0   | - | - | - | - | 17  | 0   |   |
| 1.ª | 1958              | 9                 | 0   | - | - | - | - | 9   | 0   |   |
| 1.ª | 1959              | 22                | 0   | - | - | - | - | 22  | 0   |   |
| 1.ª | 1960              | 5                 | 0   | - | - | - | - | 5   | 0   |   |
| Усього за клуб | Усього за клуб    | 196               | 1   | 0 | 0 | 1 | 0 | 197 | 1   |   |
| «Рівер Плейт» |                   |                   |     |   |   |   |   |     |     |   |
| 1.ª | 1961              | 9                 | 0   | - | - | - | - | 9   | 0   |   |
| Усього за клуб | Усього за клуб    | 9                 | 0   | 0 | 0 | 0 | 0 | 9   | 0   |   |
| Загалом у кар'єрі | Загалом у кар'єрі | Загалом у кар'єрі | 311 | 1 | 1 | 0 | 1 | 0   | 313 | 1 |
| (1) Включає дані з Copa de Competencia Británica. (2) Включає дані з Атлантичного кубку. (3) Голи у товариських матчах не враховуються. |                   |                   |     |   |   |   |   |     |     |   |

### У збірній
| Збірна    | Рік     | Товариські | Товариські | Кваліфікації | Кваліфікації | Кубок Америки | Кубок Америки | Мундіаль | Мундіаль | Загалом | Загалом |
| Збірна    | Рік     | Матчі      | Голи       | Матчі        | Голи         | Матчі         | Голи          | Матчі    | Голи     | Матчі   | Голи    |
| --------- | ------- | ---------- | ---------- | ------------ | ------------ | ------------- | ------------- | -------- | -------- | ------- | ------- |
| Аргентина | 1952    | 2          | 0          | -            | -            | -             | -             | -        | -        | 2       | 0       |
| Аргентина | 1953    | 3          | 0          | -            | -            | -             | -             | -        | -        | 3       | 0       |
| Аргентина | 1954    | 2          | 0          | -            | -            | -             | -             | -        | -        | 2       | 0       |
| Аргентина | 1955    | -          | -          | -            | -            | 5             | 0             | -        | -        | 5       | 0       |
| Аргентина | 1956    | 3          | 0          | -            | -            | 5             | 0             | -        | -        | 8       | 0       |
| Аргентина | 1957    | -          | -          | 3            | 0            | -             | -             | -        | -        | 3       | 0       |
| Аргентина | 1958    | -          | -          | -            | -            | -             | -             | 3        | 0        | 3       | 0       |
| Аргентина | 1959    | 1          | 0          | -            | -            | 6             | 0             | -        | -        | 7       | 0       |
| Загалом   | Загалом | 15         | 0          | 3            | 0            | 16            | 0             | 3        | 0        | 37      | 0       |

## Досягнення

### Клубні
«Бока Хуніорс»
- Прімера Дивізіон
  -  Чемпіон (1): 1954

### Збірна
Аргентина
- Кубок Америки
  -  Чемпіон (2): 1955, 1959 (Аргентина)
  -  Срібний призер (1): 1959 (Еквадор)
  -  Бронзовий призер (1): 1956